# William Morgan (antimasón)

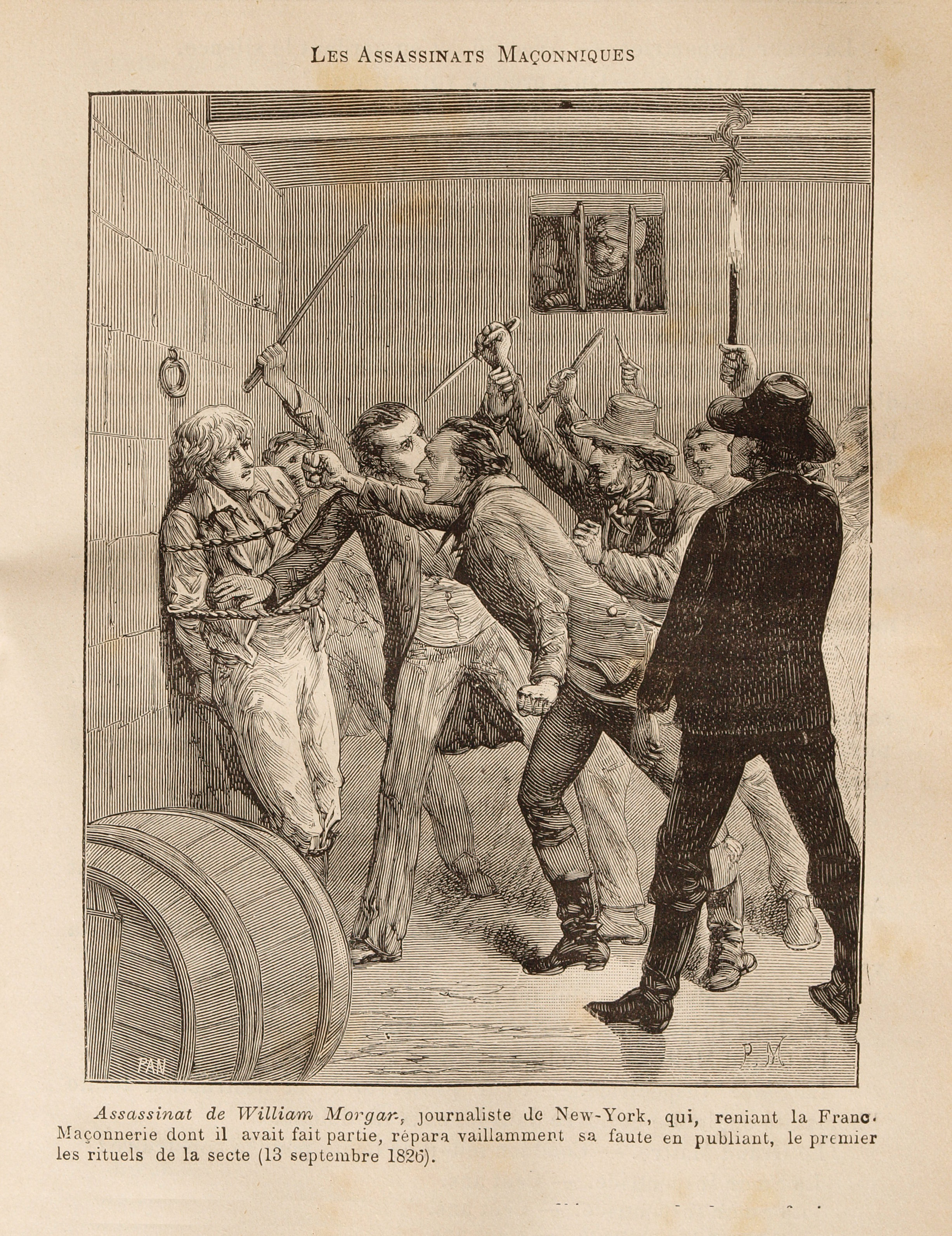
El asesinato de William Morgan, dibujado por Pierre Méjanel

William Morgan (Culpeper, 1774 – desaparecido hacia 1826) fue un residente en Batavia, Estado de Nueva York, que desapareció y que se creyó que había sido asesinado hacia 1826. Tras esto se inició un potente movimiento contra los francmasones, una fraternidad que se había vuelto influyente en los Estados Unidos. Después de que Morgan anunciase su intención de publicar un libro exponiendo los secretos de la masonería, fue arrestado por cargos falseados. Desapareció poco después y se creyó que había sido secuestrado y asesinado por masones del oeste de Nueva York.
Las acusaciones en torno a la desaparición y presunta muerte de Morgan provocaron una protesta pública e inspiraron a Thurlow Weed y otros a aprovechar el descontento fundando el nuevo Partido Antimasónico en oposición al Partido Demócrata del presidente Andrew Jackson. Este partido hizo una campaña a la presidencia del país en 1832 pero estaba prácticamente disuelto en 1835.

## Biografía
Morgan nació en Culpeper, Virginia, en 1774. Se ha escrito que nació un 7 de agosto, pero no hay fuente para esta información. Trabajó como albañil y cantero. Posteriormente, usó sus ahorros para abrir una tienda en Richmond.
Morgan contó a sus amigos y conocidos que había servido con distinción como capitán durante la Guerra de 1812 y sus socios en el norte del Estado de Nueva York parecieron haber aceptado esta afirmación. Hubo varios hombres llamados William Morgan enrolados en la milicia ese periodo pero ninguno tuvo el rango de capitán y no se ha determinado con certeza si Morgan sirvió en esta guerra.
En octubre de 1819, cuando tenía unos 45 años, Morgan se casó con una chica de 19 años llamada Lucinda Pendleton en Richmond. Tuvieron dos hijos: Lucinda Wesley Morgan y Thomas Jefferson Morgan. Dos años después de casarse, Morgan se trasladó con su familia a York, Alto Canadá, donde dirigió una fábrica de cerveza. Cuando su negocio fue destruido por un fuego, Morgan fue reducido a la pobreza.
Regresó con su familia a los Estados Unidos, asentándose primero en Rochester, y luego en Batavia, donde trabajó de nuevo como albañil y cantero. Las historias locales del siglo XIX describen a Morgan como un bebedor empedernido y un jugador, lo que fue refutado por los amigos de Morgan y los que le apoyaban.

### Libro sobre la masonería
Morgan dijo haber sido maestro masón cuando estaba en Canadá, y parece que asistió durante un breve tiempo a una logia en Rochester. En 1825 Morgan recibió el grado del Arco Real en la Capilla de la Estrella Occidental Número 33 de la villa de Le Roy, en el Estado de Nueva York, habiendo declarado bajo juramento haber recibido previamente los seis grados que le precedieron. No se ha demostrado si recibió esos grados ni en qué logia. Morgan luego intentó sin éxito establecer o visitar logias y capítulos, pero se le denegó la participación por parte de miembros que desaprobaban su carácter y que cuestionaban incluso su membresía masónica. Morgan finalmente anunció que iba a publicar una obra que expusiera a la masonería con el título Ilustraciones de masonería, crítica con los francmasones y que iba a revelar las ceremonias secretas de los grados de forma detallada.
Morgan declaró al editor de un periódico local, David Cade Miller, que había dado un considerable avance a su obra. Miller dijo que había recibido el grado de aprendiz (el primer grado de la masonería) pero que había parado su avance por la objeción de miembros de la logia de Batavia.  A Morgan se le prometió una cuarta parte de las ganancias, y los patrocinadores financieros del proyecto (Miller, John Davids (casero de Morgan) y Russel Dyer) firmaron una fianza penal de 500.000 dólares con Morgan para garantizar su publicación.

### Desaparición
Dado que los masones ponen sus manos en una Biblia y prometen no revelar las contraseñas y los códigos de los grados, varios miembros de la logia de Batavia publicaron un anuncio denunciando a Morgan por faltar a su palabra al ser autor del libro. También se intentó prender fuego a la oficina del periódico y la imprenta de Miller. El 11 de septiembre de 1826 Morgan fue arrestado porque supuestamente no había pagado un préstamo y había robado una camisa y una corbata; con lo que según las leyes de la época podían meterle en la cárcel hasta que hiciera la restitución. Esto dificultó que publicase su libro.. Morgan fue encarcelado en la ciudad de Canandaigua, Estado de Nueva York, y cuando Miller supo de esto fue a la cárcel a pagar la deuda y a asegurarse de que le soltaban. Morgan fue puesto en libertad pero fue arrestado de nuevo porque supuestamente no había pagado una cuenta de 2 dólares en una taberna. Mientras el carcelero estaba fuera, un grupo de hombres convenció a su esposa para que liberara a Morgan; fueron caminando hasta un carruaje que les esperaba y que les llevó en un trayecto de dos días hasta el Fuerte Niágara. Poco después, Morgan desapareció.
Hay relatos diversos de qué pasó después.
La versión generalmente aceptada de los hechos es que Morgan fue llevado en un bote a la mitad del río Niágara y arrojado por la borda, ahogándose. Se ha dicho que en 1848 Henry L. Valance habría confesado en su lecho de muerte haber tomado parte en el asesinato de Morgan. Este supuesto evento fue relatado en el capítulo dos del libro antimasónico El carácter, las afirmaciones y el funcionamiento práctico de la masonería, escrito en 1869 por el reverendo Charles Grandison Finney.
En octubre de 1827 apareció un cuerpo en estado de descomposición en las orillas del lago Ontario. Muchos consideraron que era Morgan y el cuerpo fue enterrado como si se tratase de él. Sin embargo, la mujer de un canadiense desaparecido llamado Timothy Monroe (o Munro) identificó la ropa del cuerpo como la que había llevado su marido en el momento en que desapareció. Un grupo de masones negó que Morgan hubiera sido asesinado, alegando que le habían pagado 500 dólares para que dejase el país. Se informó de que Morgan había sido visto posteriormente, incluso en otros países, pero ninguna de estas informaciones pudo confirmarse. Finalmente, Eli Bruce, el sheriff del condado de Niagara, que era masón, fue retirado del cargo y juzgado por su participación en la desaparición de Morgan; cumplió 28 meses de prisión tras ser declarado culpable de conspiración por su papel en el secuestro de Morgan y retenerlo contra su voluntad antes de su desaparición. Otros tres masones (Loton Lawson, Nicholas Chesebro y Edward Sawyer) fueron declarados culpables de participar en el secuestro y cumplieron condenas. Otros masones de Batavia fueron juzgados y absueltos. El escritor Jasper Ridley sugirió que Morgan probablemente había sido asesinado por masones locales, ya que otros escenarios eran altamente improbables. El historiador H. Paul Jeffers también considera que ese es el escenario más creíble.  C. T. Congdon, en Reminiscencias de un periodista, citó un relato de tercera mano que decía "que Morgan fue asesinado por ciertos masones muy celosos" y señala que el sentimiento antimasón resultante provocó que muchas elecciones excluyeran a los masones durante varios años después.

## Consecuencias
Poco después de que Morgan desapareciese, Miller publicó el libro de Morgan, que se convirtió en un éxito de ventas debido a la notoriedad de los eventos que rodearon a su desaparición. Miller no dijo que Morgan hubiera sido asesinado sino que había sido "llevado". Circularon rumores de que Morgan había asumido una nueva identidad y que se había establecido en Albany, Canadá o las Islas Caimán (donde se dijo que se había enrolado como pirata). El gobernador del Estado de Nueva York, DeWitt Clinton, también masón, ofreció una recompensa de 1 000 dólares (lo que equivale a unos 27 000 dólares en 2023) a cambio de información sobre el paradero de Morgan, pero esta jamás fue reclamada.
Las circunstancias de la desaparición de Morgan y el castigo mínimo recibido por los secuestradores causó una indignación pública y se convirtió en un símbolo de la libertad de expresión y de la libertad de prensa. Los funcionarios masónicos repudiaron las acciones de los secuestradores, pero todos los masones estaban bajo una nube de sospecha. Thurlow Weed, un político de Nueva York, reunió a opositores descontentos del presidente Andrew Jackson, masón, para formar el Partido Antimasónico, que ganó el apoyo de políticos notables como William H. Seward y Millard Fillmore.
En la campaña electoral para la Cámara de Representantes de 1828 otros rivales de Jackson, como John Quincy Adams, se unieron a los que criticaban a los masones. En las elecciones presidenciales de 1832 el Partido Antimasónico postuló a William Wirt como su candidato y a Amos Ellmaker como su compañero de candidatura, logrando siete electores por Vermont. En las elecciones de 1833 a gobernador de Massachusetts Adams fue postulado como candidato del Partido Antimasónico, quedando en segundo lugar y resultando vencedor el candidato republicano John Davis. Hacia 1835 el partido estaba prácticamente disuelto en todos los lugares menos en Pensilvania y otros asuntos, como la esclavitud, se convirtieron en el foco de la atención nacional. En 1847, Adams publicó un libro ampliamente difundido titulado Cartas sobre la institución masónica, que criticaba la sociedad secreta masónica.
Miembros de la masonería criticaron a los mormones por su adopción de rituales masónicos y de sus insignias. En 1830 la viuda de Morgan, Lucinda Pendleton Morgan, se casó con George W. Harris, un platero de Batavia que tenía 20 años más que ella. Se mudaron al Medio Oeste y se hicieron mormones. En 1837 algunos historiadores creyeron que Lucinda Pendleton Morgan Harris se había convertido en una de las muchas mujeres de Joseph Smith, el fundador de los mormones. Ella continuó viviendo con George Harris. Después de que Smith fuese asesinado en 1844, ella fue "sellada" a él para toda la eternidad con un ritual de esta iglesia. En 1850, se separó de Harris. Cuando George Harris murió en 1860, este ya había sido excomulgado de los mormones tras cesar de practicar con ellos. Ese año, se informó de que Lucinda Morgan Harris se había unido a las Hermanas de la Caridad, una congregación católica, en Memphis, Tennessee, donde trabajó en el Asilo Leah. Por entonces ella había enviudado tres veces. En 1841 los mormones anunciaron que bautizarían a William Morgan después de muerto en un nuevo rito que ofrecía la posibilidad de entrada póstuma a la gente en los mormones.
En junio de 1881 se descubrió una tumba en una cantera a dos millas al sur de una reserva india en Pembroke, Nueva York. En esta tumba había huesos y una caja de tabaco de metal. Entre otros objetos encontrados había un anillo con las iniciales "W. M.". La caja contenía un papel estropeado. Sus pocas palabras legibles parecían sugerir que los restos podrían haber sido los de Morgan. 
Había también críticos que sugerían que el descubrimiento de estos huesos y los artefactos se había realizado para coincidir con los esfuerzos para construir un monumento en memoria de Morgan y que podría tratarse de un esfuerzo para generar publicidad para el monumento, que se levantó finalmente en 1882.

## Monumento a Morgan

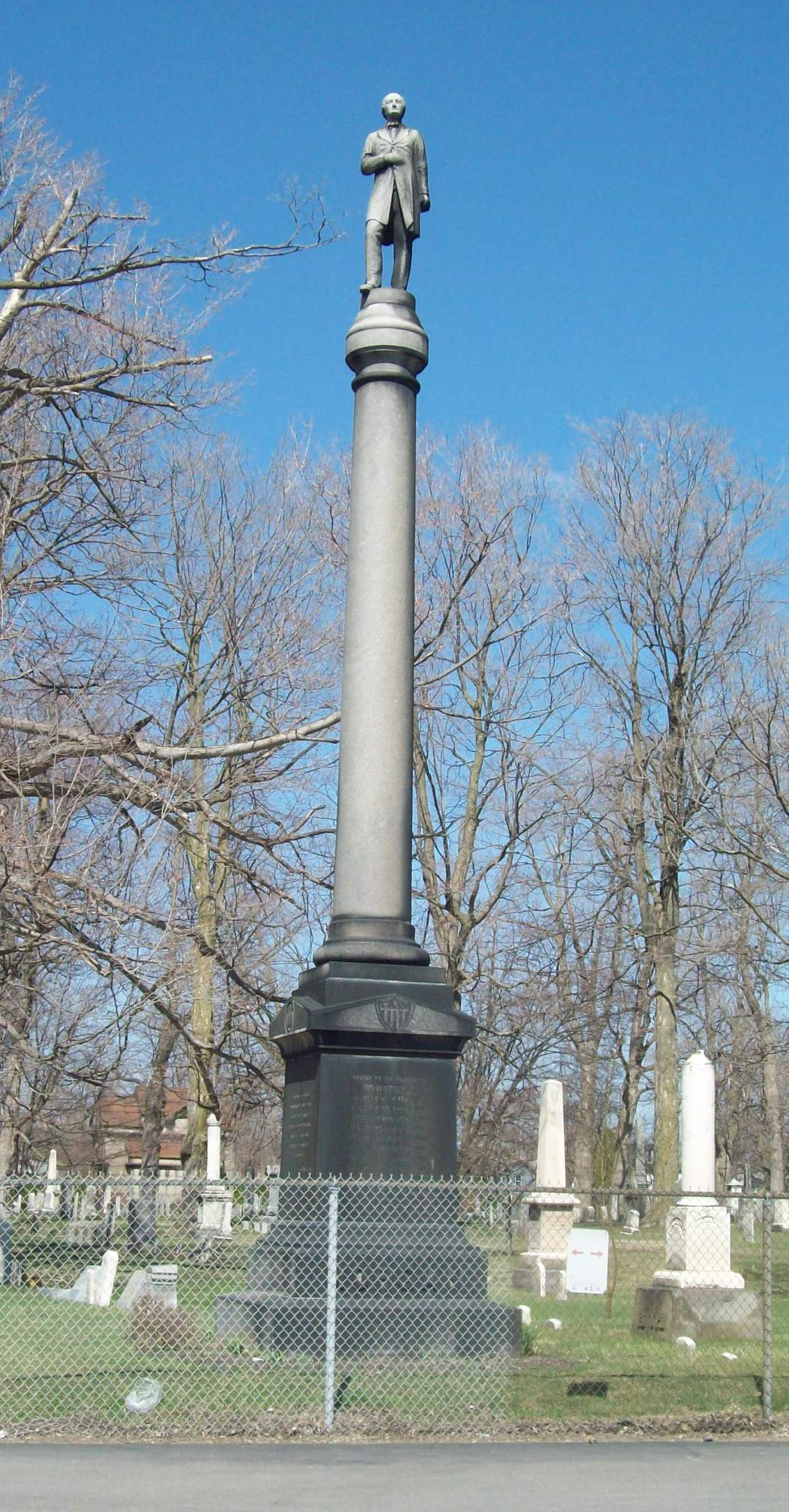
Monumento a William Morgan. Abril de 2011

El 13 de septiembre de 1882 la Asociación Nacional Cristiana, un grupo opuesto a las sociedades secretas, comisionó y erigió una estatua en memoria de Morgan en el cementerio de Batavia, donde había sido enterrado el cuerpo de Timothy Monroe. Unas 1 000 personas acudieron a la inauguración del monumento, incluyendo representantes de logias masónicas locales.
En el monumento se lee:

Consagrado a la memoria de Wm. Morgan, nacido en Virginia, un capitán en la Guerra de 1812, un ciudadano respetable de Batavia y mártir de la libertad de escribir, imprimir y decir la verdad. Él fue secuestrado cerca de este punto en el año 1826 por francmasones y asesinado por revelar los secretos de su orden. Los registros del tribunal del Condado de Genessee y los archivos del Defensor de Batavia, guardados en la oficina de registros, contienen la historia de los eventos que causaron la erección de este monumento.

## Representación en otros medios
El farmacéutico John Uri Lloyd basó parte de la historia de fondo de su popular novela Etidorhpa (1895) en el secuestro de William Morgan y el inicio del movimiento antimasónico estadounidense.
En la novela La nave: francmasones, agentes secretos y William Morgan (2010) el escritor Thomas Talbot presenta una versión ficticia del secuestro de William Morgan. Lo retrata como un espía británico. La novela incluye a masones británicos rebeldes y agentes del presidente que evitan una trama de asesinato.

## Obras
- Morgan, William (1827). Ilustraciones de la masonería, realizadas por un miembro de la fraternidad que ha dedicado treinta años al tema. Rochester, Nueva York: Wm. Morgan  – vía Google Books. Texto en línea en inglés
- Morgan, William; Crafts, George R. (1851). Los misterios de la francmasonería. Nueva York: Wilson and Company  – vía HathiTrust.